# 백만인의 음악
《백만인의 음악》(Music For Millions)은 미국에서 제작된 헨리 코스터 감독의 1944년 영화이다. 마가렛 오브라이언 등이 주연으로 출연하였고 조 패스터넉 등이 제작에 참여하였다.
1946년 아카데미 각본상에 지명되었다.

## 출연

### 주연
- 마가렛 오브라이언
- 호세 이투르비

### 조연
- 준 앨리슨
- 지미 듀랜트
- 마샤 헌트
- 휴 허버트
- 해리 대번포트
- 마리 윌슨
- 래리 아들러
- 벤 레시
- 코니 길크리스트
- 캐서린 밸포
- 마델레인 르보
- 에델 그리피즈
- 잭 로스
- 조세핀 앨런
- 스탠리 앤드류스
- 마가렛 버트
- 윌리 베스트
- 폴 E. 번즈

## 기타
- 미술: 세드릭 기븐스
- 미술: 한스 피터스
- 의상: 아이린